# Voices (canção)
"Voices" é uma canção da banda de Rock Americana Alice in Chains. É a quarta faixa do álbum The Devil Put Dinosaurs Here de 2013, e foi lançada como o terceiro single do álbum em 29 de julho de 2013. Um videoclipe dirigido por Robert Schober (Roboshobo) foi lançado no YouTube em 5 de setembro de 2013. A canção atingiu a 3ª posição do ranking Mainstream Rock Tracks da Billboard.

## Créditos
- Jerry Cantrell - Vocal principal, guitarra solo
- William DuVall - Vocal de apoio, guitarra rítmica
- Mike Inez - Baixo
- Sean Kinney - Bateria